# Ooltgensplaat
Ooltgensplaat est un village dans la commune néerlandaise de Goeree-Overflakkee, dans la province de la Hollande-Méridionale. Le 1er janvier 2006, le village comptait 2 462 habitants.
Ooltgensplaat est situé sur l'île de Goeree-Overflakkee.
Jusqu'en 1966, Ooltgensplaat était une commune indépendante. Le 1er janvier de cette année, Oude-Tonge fusionna avec Oude-Tonge et Den Bommel, pour former la nouvelle commune d'Oostflakkee.